# Campionati cechi di ski cross
I Campionati cechi di ski cross sono una competizione sciistica che si svolge ogni anno, generalmente nel mese di marzo o aprile. Sono organizzati dalla Federazione ceca di sci e decretano il campione e la campionessa cechi di ski cross. 

## Albo d'oro
| Edizione | Uomini            | Donne                   |
| -------- | ----------------- | ----------------------- |
| 2007     | Thomas Kraus      | Barbora Procházková     |
| 2008     | Thomas Kraus (2)  | Lucie Baierová          |
| 2009     | Thomas Kraus (3)  | Jitka Švirková          |
| 2010     | Thomas Kraus (4)  | Nikol Kučerová          |
| 2011     | Thomas Kraus (5)  | Nikol Kučerová (2)      |
| 2012     | Thomas Kraus (6)  | Barbora Procházková (2) |
| 2013     | Non disputati     | Non disputati           |
| 2014     | Thomas Kraus (7)  | Gara annullata          |
| 2015     | Matěj Mrštný      | Barbora Procházková (3) |
| 2016     | Jiri Cech         | Gara annullata          |
| 2017     | Jiri Cech (2)     | Nikol Kučerová (3)      |
| 2018     | Karel Lank        | Nikol Kučerová (4)      |
| 2019     | Non disputati     | Non disputati           |
| 2020     | Non disputati     | Non disputati           |
| 2021     | Non disputati     | Non disputati           |
| 2022     | Non disputati     | Non disputati           |
| 2023     | Josef Petrek      | Diana Cholenská         |
| 2024     | Daniel Paulus     | Gara annullata          |
| 2025     | Daniel Paulus (2) | Diana Cholenská (2)     |